# フレーザー・マクライト
フレーザー・マクライト（Fraser McReight、1999年2月19日 - ）は、スーパーラグビー・パシフィック、レッズに所属するラグビー選手。

## プロフィール
- オーストラリア・バデリム出身[1]。
- ポジションはフランカー(FL)。
- 身長 184cm、体重 102kg
- オーストラリアA代表に選ばれたことがある。
- U20オーストラリア代表に選ばれたことがある[2]。
- オーストラリア代表キャップは17（2024年2月現在）でワールドカップ2023のオーストラリア代表に選ばれた[3]。

## 略歴
ブリスベンシティーを経て、2018年、レッズに加入。